# Selinum
Sélin
Genre
Classification GRIN
Selinum, le Sélin, est un genre de plantes à fleurs de la famille des Apiaceae. Ce sont des plantes herbacées trouvée en Eurasie.

## Répartition
C'est un genre paléarctique présent en Europe, en Asie centrale et en Chine.

## Liste des espèces
Selon Plants of the World online (POWO) (12 novembre 2023) :
- Selinum alatum (M.Bieb.) Poir.
- Selinum broteroi Hoffmanns. & Link
- Selinum carvifolia (L.) L.
- Selinum coniifolium (Boiss.) Leute
- Selinum cryptotaenium H.Boissieu
- Selinum filicifolium (Edgew.) Nasir
- Selinum longicalycium M.L.Sheh
- Selinum pauciradium (Sommier & Levier) Leute
- Selinum physospermifolium (Albov) Hand
- Selinum rhodopetalum (Pimenov & Kljuykov) Hand
- Selinum vaginatum (Edgew.) C.B.Clarke

Selon GBIF (12 novembre 2023) :
- Selinum alaicum (Pimenov)
- Selinum alatum (M.Bieb.) Poir.
- Selinum angelicastrum Link ex Spreng., 1824
- Selinum annuum Steud., 1841
- Selinum austriacum Bertol.
- Selinum broteri Hoffmanns. & Link, 1824
- Selinum broteroi Hoffmanns. & Link
- Selinum carvifolia (L.) L.
- Selinum chabraei Rebent. & Kunth
- Selinum coniifolium (Boiss.) Leute
- Selinum decussatum (Clairv.)
- Selinum dissectum Wall.
- Selinum dissectum Wall. ex DC.
- Selinum divaricatum Buch
- Selinum dubium E.H.L.Krause, 1904
- Selinum filicifolium (Edgew.) Nasir
- Selinum hookeri S.Watson, 1888
- Selinum kraussianum Benth. & Hook.f.
- Selinum longicalycinum M.L.Sheh
- Selinum neglectum Láng ex Rchb.
- Selinum palustre Crantz
- Selinum paniculatum Spreng.
- Selinum pauciradiatum (Sommier & Levier) Leute
- Selinum pauciradium (Sommier & Levier) Leute
- Selinum physospermifolium (Albov) Hand
- Selinum rhodopetalum (Pimenov & Kljuykov) Hand
- Selinum ternifolium W.Wang ex Clarke
- Selinum vaginatum (Edgew.) C.B.Clarke

## Systématique
Selinum L., 1762 est un nom conservé (nom. cons., CINB 14.10 & App. III) par rapport à l'homonyme antérieur (CINB 53) Selinum L., 1753, nom. rej., synonyme de Peucedanum. Selinum carvifolia (L.) L. est l'espèce type.
Selinum L., 1762 a pour synonymes selon Plants of the World online (POWO) (12 novembre 2023) :

(synonymes homotypiques)
- Carvi Bernh. in Syst. Verz. Erf.: 114 (1800)
- Carvifolia C.Bauhin ex Vill. in Hist. Pl. Dauphiné 2: 629 (1787)
- Mylinum Gaudin in Fl. Helv. 2: 17 (1828), nom. superfl.

(synonymes hétérotypiques)
- Allinum Neck. in Elem. Bot. 1: 179 (1790), opus utique oppr.
- Anthosciadium Fenzl ex Endl. in Gen. Pl., Suppl. 4(3): 9 (1848)
- Epikeros Raf. in Good Book: 51 (1840)
- Macrosciadium V.N.Tikhom. & Lavrova in Byull. Moskovsk. Obshch. Isp. Prir., Otd. Biol. 93(6): 63 (1988)
- Micrangelia Fourr. in Ann. Soc. Linn. Lyon, n.s., 16: 388 (1868)